# Долгорукова, Анна Дмитриевна
Анна Дмитриевна Долгорукова (в двух первых браках — Ширяева, в третьем браке — Дубровина) (1857 с. Репки Городнянский уезд Черниговская губерния Российская империя — 1936 г. Детское Село Ленинград СССР) — русская революционерка, народница, фельдшер, автор воспоминаний.

## Биография
Родилась в семье купца 2 гильдии из г. Городня. Позже отец стал управляющим имения помещиков Лизогубов. Училась в частном пансионе в Чернигове. До окончания курса была взята родителями домой и воспитывалась гувернанткой.
В 1877 году уехала в Киев, где при помощи Н. Н. Колодкевича подготовилась к экзамену в Киевском Императорском университете имени святого Владимира на звание домашней учительницы. В 1878 году уехала против воли родителей в Санкт-Петербург, где поступила на Георгиевские медицинские курсы. Осенью 1879 года перевелась на второй курс Покровских фельдшерских курсов. Познакомившись в конце 1878 года со Степаном Григорьевичем Ширяевым, стала его женой.
Через С. Ширяева была связана с петербургскими надородовольцами. Одно время жила на одной квартире с Н. Рысаковым, познакомила его с некоторыми террористами. В виду обнаружения её личного документа у одного из арестованных революционеров, обыскана и арестована 23 января 1880 года в Петербурге; при обыске у неё найдена фотографическая карточка казнённого Дмитрия Лизогуба, с которым была близко знакома с детства. Привлечена к дознанию при Петербургском жандармском управлении по делу Е. Фигнер, А. Квятковского и других по подозрению в принадлежности к «террористической фракции, русской социально-революционной партии» («Народная Воля») (процесс 16-ти).
Содержалась под арестом до начала августа 1880 года, когда по распоряжению верховной распорядительной комиссии была выслана под гласный надзор в Уфу. За необнаружением дознанием данных, подтверждающих её принадлежность к «Народной Воле», дело в отношении её в июле 1881 года прекращено. В августе 1881 года получила известие о смерти мужа Степана Григорьевича Ширяева в Алексеевском равелине Петропавловской крепости. Постановлением Особого совещания от 28 ноября 1881 года срок гласного надзора в Уфе определён в три года, считая с 9 сентября 1881 года. По окончании срока гласного надзора подчинена негласному.
9 сентября 1884 года закончился срок ссылки, выехала из Уфы в Саратов, где одно время жила в семье брата мужа Ивана Григорьевича Ширяева. Затем переехала в с. Таволожка Петровского уезда Саратовской губернии и жила у свекрови — Ларисы Ивановны Ширяевой.
После окончания срочной военной службы в Якутске и возвращении на родину Петра Григорьевича Ширяева весной 1885 года, вскоре вышла за него замуж. Жили в Нижнем Новгороде и Казани.
После смерти от туберкулёза Петра Григорьевича Ширяева в 1899 году в Казани, вышла замуж за отбывшего каторгу на Каре бывшего чернопередельца, врача Евгения Александровича Дубровина и переехала с ним в Саратов. Негласный надзор прекращён по циркуляру деп. полиции от 12 марта 1903 года.
После Октябрьской революции вышла на пенсию по старости. После смерти мужа в 1920 году, переехала в Чернигов. Член Всесоюзного общества бывших политкаторжан и ссыльнопоселенцев. Последние годы жизни проживала в Доме ветеранов революции в Детском Селе (Ленинград). Умерла в 1936 году.

## Мужья
- Степан Григорьевич Ширяев — 1878—1881
- Пётр Григорьевич Ширяев — 1885—1899
- Евгений Александрович Дубровин —  1899—1920

## Воспоминания
Рукописные мемуарные очерки (неопубликованы):
- «Воспоминания о жизни с С. Г. Ширяевым» (РГАЛИ. Ф. 1300. Оп. 1. Д. 7. Л. 6-10об);
- «Воспоминания за период 1874—1880 гг.» (РГАЛИ. Ф. 1300. Оп. 1. Д. 6. Л. 13-82);
- «Материалы о смерти С. Г. Ширяева в Алексеевском равелине Петропавловской крепости» (РГАЛИ. Ф. 1300. Оп. 1. Д. 7. Л. 1-5об).